# Elecciones parlamentarias de Tuvalu de 2024
Las elecciones parlamentarias se realizaron en Tuvalu el 26 de enero de 2024 y se eligieron a los 15 miembros del Parlamento de Tuvalu.
Dos cuestiones importantes en las elecciones fueron el tratado de la Unión Falepili , que exige que Tuvalu y Australia "acuerden mutuamente" los acuerdos de seguridad exterior de Tuvalu a cambio de permitir que los tuvaluanos desplazados por el cambio climático inmigren a Australia, y el reconocimiento diplomático de Taiwán por parte del país dentro del contexto de competencia entre grandes potencias entre Estados Unidos y China por la influencia en la región.

## Sistema electoral
Los 16 miembros del parlamento se eligen en ocho circunscripciones de dos escaños mediante votación en bloque por mayoría plural.

## Resultados
| Distrito   | Candidato             | Votos | %     | Notas                     |
| ---------- | --------------------- | ----- | ----- | ------------------------- |
| Funafuti   | Tuafafa Latasi        | 351   | 31.08 | Elegido                   |
| Funafuti   | Simon Kofe            | 348   | 30.82 | Reelegido                 |
| Funafuti   | Kausea Natano         | 331   | 29.32 | No reelegido              |
| Funafuti   | Iosua Samasoni        | 53    | 4.70  |                           |
| Funafuti   | Luke Paeniu           | 37    | 0.13  |                           |
| Funafuti   | Jack Mataio Taleka    | 9     | 0.8   |                           |
| Nanumanga  | Monise Laafai         | 292   | 29.95 | Reelegido                 |
| Nanumanga  | Hamoa Holona          | 265   | 27.18 | Elegido                   |
| Nanumanga  | Malofou Sopoaga       | 251   | 25.74 |                           |
| Nanumanga  | Kitiona Tausi         | 167   | 17.13 | No reelegido              |
| Nanumea    | Ampelosa Manoa Tehulu | 490   | 36.57 | Reelegido                 |
| Nanumea    | Timi Melei            | 296   | 22.09 | Reelegido                 |
| Nanumea    | Temetiu Maliga        | 246   | 18.34 |                           |
| Nanumea    | Satini Manuella       | 178   | 13.28 |                           |
| Nanumea    | Falasese Tupou        | 130   | 9.70  |                           |
| Niutao     | Feleti Teo            | 581   | 46.40 | Elegido                   |
| Niutao     | Sa'aga Talu Teafa     | 499   | 39.85 | Reelegido                 |
| Niutao     | Samuelu Teo           | 172   | 13.74 | No reelegido              |
| Nui        | Mackenzie Kiritome    | 352   | 36.90 | Reelegido                 |
| Nui        | Iakoba Italeli        | 311   | 32.60 | Elegido                   |
| Nui        | Puakena Boreham       | 291   | 30.50 | No reelegido              |
| Nukufetau  | Panapasi Nelesoni     | 408   | 27.05 | Reelegido                 |
| Nukufetau  | Enele Sopoaga         | 402   | 26.65 | Reelegido                 |
| Nukufetau  | Taimitasi Paelati     | 374   | 24.80 |                           |
| Nukufetau  | Nikolasi Apenelu      | 324   | 21.48 |                           |
| Nukulaelae | Seve Paeniu           | –     | –     | Reelegido (sin oposición) |
| Nukulaelae | Namoliki Sualiki      | –     | –     | Reelegido (sin oposición) |
| Vaitupu    | Paulson Panapa        | 585   | 32.46 | Elegido                   |
| Vaitupu    | Maina Talia           | 448   | 24.86 | Elegido                   |
| Vaitupu    | Nielu Meisake         | 420   | 23.30 | No reelegido              |
| Vaitupu    | Isaia Taape           | 349   | 19.36 | No reelegido              |

## Formación de gobierno
Feleti Teo fue nombrado primer ministro el 26 de febrero de 2024 tras haber sido elegido sin oposición por el parlamento.